# СШВСМ-Барыс
СШВСМ-Кайрат — женский футбольный клуб из Алма-Аты.

## История
Женский футбольный клуб «СШВСМ-Кайрат» основан осенью 2007 года, когда на базе спортивной школы (СДЮШОР-2) г.Алматы была сформирована женская футбольная команда из девочек 16-17 лет.

### 2008
В 2008 году команда принимает участие в Первенстве РК среди девушек до 19 лет и занимает второе место. Осенью того же года под руководством тренера Дорошевой Натальи Николаевны команда впервые дебютировала в розыгрыше Кубка РК среди женских команд. Там она занимает третье место.

### 2009
Из-за распада самого сильного на тот момент и опытного клуба «Алма-КТЖ» часть игроков продолжают свою карьеру в СДЮШОР-2. Такие игроки, как Мария Ялова, Екатерина Красюкова, Наталья Иванова, Екатерина Ялова, Кристина Столповская, Оксана Железняк, Бегаим Киргизбаева, Ольга Анисковцева усиливают команду и подтягивают молодых футболисток. Обновлённым составом девочки завоёвывают Чемпионат Республики Казахстан и выигрывают Кубок страны.

### 2010
В апреле 2010 года начальник управления Туризма, физической культуры и спорта по городу Алматы перевёл команду в Специализированную школу высшего спортивного мастерства, директором которой является Серик Самуратович Байтурсынов. С этого времени команда называется «ФК СШВСМ». Девочки выигрывают Чемпионат РК и становятся двукратным чемпионом страны, тем самым добиваясь права в 2011 году представлять Казахстан в розыгрыше Лиги Чемпионов УЕФА по футболу среди женских команд. В 1/16 финала соперником была команда «Дуйсбург 2001» (Германия), которая является двукратным победителем данного соревнования. СВШСМ-Кайрат по итогам двух игр проиграл.

### 2011
В названии команды кроме аббревиатуры Специализированной школы высшего спортивного мастерства добавилось слово «Кайрат», это объясняется
желанием директора СШВСМ С. С. Байтурысонова отдать дань уважения команде, к которой в 60-е годы был он причастен. Были обговорены все нюансы с руководством ФК «Кайрат» и теперь команда называется «СШВСМ-Кайрат».

### 2012
В чемпионате 2012 года СШВСМ в третий раз в своей истории стал чемпионом. В 24-х играх алматинки лишь один раз ушли с поля побежденными, два раза игра не выявила победителя. Футболистки алматинского клуба забили 99 голов, пропустив в свои ворота лишь 14.

## Еврокубки
| Соревнование                     | Матчей | В | Н | П | МЗ | МП | РМ  | %П  |
| -------------------------------- | ------ | - | - | - | -- | -- | --- | --- |
| Лига чемпионов УЕФА среди женщин | 4      | 1 | 0 | 3 | 4  | 24 | -20 | 25% |
| Итого                            | 4      | 1 | 0 | 3 | 4  | 24 | -20 | 25% |

Посезонная статистика выступлений в еврокубках:
| Сезон   | Соревнование   | Раунд       | Страна  | Противник  | Дома | На выезде | Общий счёт |
| ------- | -------------- | ----------- | ------- | ---------- | ---- | --------- | ---------- |
| 2011/12 | Лига чемпионов | 1/16 финала | Австрия | Нойленгбах | 2:1  | 0:4       | 2:5        |
| 2013/14 | Лига чемпионов | 1/16 финала | Англия  | Арсенал    | 1:7  | 1:11      | 2:18       |

## Достижения
Чемпионат Казахстана
- Чемпион Женской Лиги (3): 2009, 2010, 2012.
- Финалист Женской Лиги (4 рекорд): 2011, 2013, 2014, 2015.
- Бронза Женской Лиги (2): 2016, 2017.

Кубок Казахстана
- Обладатель Кубка (2): 2006, 2009.
- Финалист Кубка (3): 2011, 2012, 2017.